# Montigny-sous-Marle
Montigny-sous-Marle é uma comuna francesa na região administrativa de Altos da França, no departamento de Aisne. Estende-se por uma área de 7,33 km². Em 2010 a comuna tinha 67 habitantes (densidade: 9,1 hab./km²).